# Bătălia pentru Khartoum (2023–2025)
Bătălia pentru Khartoum a fost o bătălie strategică majoră pentru controlul orașului Khartoum, capitala Sudanului, cu lupte în oraș și în împrejurimile sale între Forțele de Sprijin Rapid (RSF) și Forțele Armate Sudaneze (SAF), în cadrul războiului civil din Sudan. Bătălia a început pe 15 aprilie 2023, după ce RSF a cucerit Aeroportul Internațional Khartoum, mai multe baze militare și palatul prezidențial într-o tentativă de lovitură de stat, declanșând un șir de lupte. Bătălia a fost și cea mai lungă bătălie continuă din istoria Sudanului, cea mai lungă bătălie dintr-o capitală africană, cea mai lungă din istoria Africii de Nord și este una dintre cele mai sângeroase bătălii înregistrate din istoria Sudanului și a Africii, cu peste 61.000 de morți. Bătălia a fost marcată de lupte urbane extenuante.
La început, s-a raportat că au apărut tensiuni în Khartoum și Merowe pe 13 aprilie 2023, când forțele RSF s-au mobilizat. Ca răspuns, SAF a emis o declarație în care spunea „Există posibilitatea unei confruntări între forțele SAF și RSF”, provocând temeri privind un conflict mai amplu. În seara zilei de 14 aprilie 2023, forțele RSF au atacat Aeroportul Internațional Khartoum, o bază militară și palatul prezidențial. Luptele s-au extins din Khartoum în suburbiile sale, în principal în Omdurman, unde podul peste Nilul Alb a fost în mare parte cucerit de RSF. Pe 26 martie 2025, SAF a revendicat victoria după ce a expulzat trupele RSF din cea mai mare parte a orașului Khartoum, inclusiv din aeroport și din palatul prezidențial.